# Kommunistiske Ungdomsinternationale
Den Kommunistiske Ungdomsinternationale (forkortet KUI) dannet mellem 20.-26. november 1919 i Berlin, var en international ungdoms organisation til kommunistiske Komintern. Organisationen blev opløst samtidigt med Komintern i 1943.